# ホンダ・ライフ
ライフ（LIFE）は、かつて本田技研工業が生産・販売を行っていた軽自動車、および現在中国市場向けに製造・販売しているハッチバック型自動車の商標である。

## 概要
1970年代に生産された初代は4ドアとバックドア（ハッチバック）機構を持つショートカムバック型の2ドアワゴン / バンの設定があり、同じプラットフォームを使う派生車種として、セミキャブオーバー型バンのライフステップバンとピックアップトラックのライフピックアップがあった。横置きエンジン + 前輪駆動のレイアウトは、前作の「N360」や「Z」と同様であるが、エンジンは空冷から水冷に変更された。
初代の生産終了以降「ライフ」の名を引き継ぐモデルはなかったが、長いブランクを経て1997年に発表された軽トールワゴンとしてライフは復活した。2代目以降のモデルは八千代工業で製造され、その2代目はボディ形状から「ステップバンの再来」などと言われた。
1997年に軽トールワゴンとして復活して以来、長らくホンダにおける軽自動車の中心としてモデルチェンジを繰り返しながらも生産や販売が続けられた。しかしN-BOXを中心とする「Nシリーズ」の展開、そしてN-WGNの生産開始を機に、2014年4月に生産・販売を終了した。

## 初代 SA/WA/VA型（1971年 - 1974年）
エンジンとトランスミッションを直列に横置きした、いわゆるジアコーサ式レイアウトを採用。エンジンもN360と同様の直列2気筒ながら、空冷から水冷EA型へと変更されたことで、油臭や暖房能力の不足も解消され、快適性が大幅に向上した。翌年に発表されたシビックとの共通点も多く、その後のホンダ製乗用車の基礎が確立された時期のモデルでもある。また日本で最初にエンジンにタイミングベルトを採用した自動車でもある。
販売期間が4年未満と短いが、初代シビックの世界的なヒットにより乗用車工場をシビックの生産に傾注させるため、ライフの生産を打ち切る決断がなされたためであった。また軽自動車への車検の義務化や保安基準が新しくなったことにより、小型乗用車との価格差が縮まり価格的なメリットが薄れ、軽乗用車市場が縮小していたという側面もあった。シビックの最廉価グレードが40万円前半であったのに対し、ライフは最終的には最も安いグレードでさえ35万円を超えるようになっていた。これに加え生産面についても製造原価が両者はほとんど同じであったことが、製造中止の引き金になったという。
4サイクル直列2気筒エンジンに一次振動を消すバランサーシャフトという組み合わせは、中村良夫が東急くろがね工業時代に特許を取ったものであり、ライフ発売後、他社からも同様のエンジンを搭載した軽乗用車が販売された。

### 年表

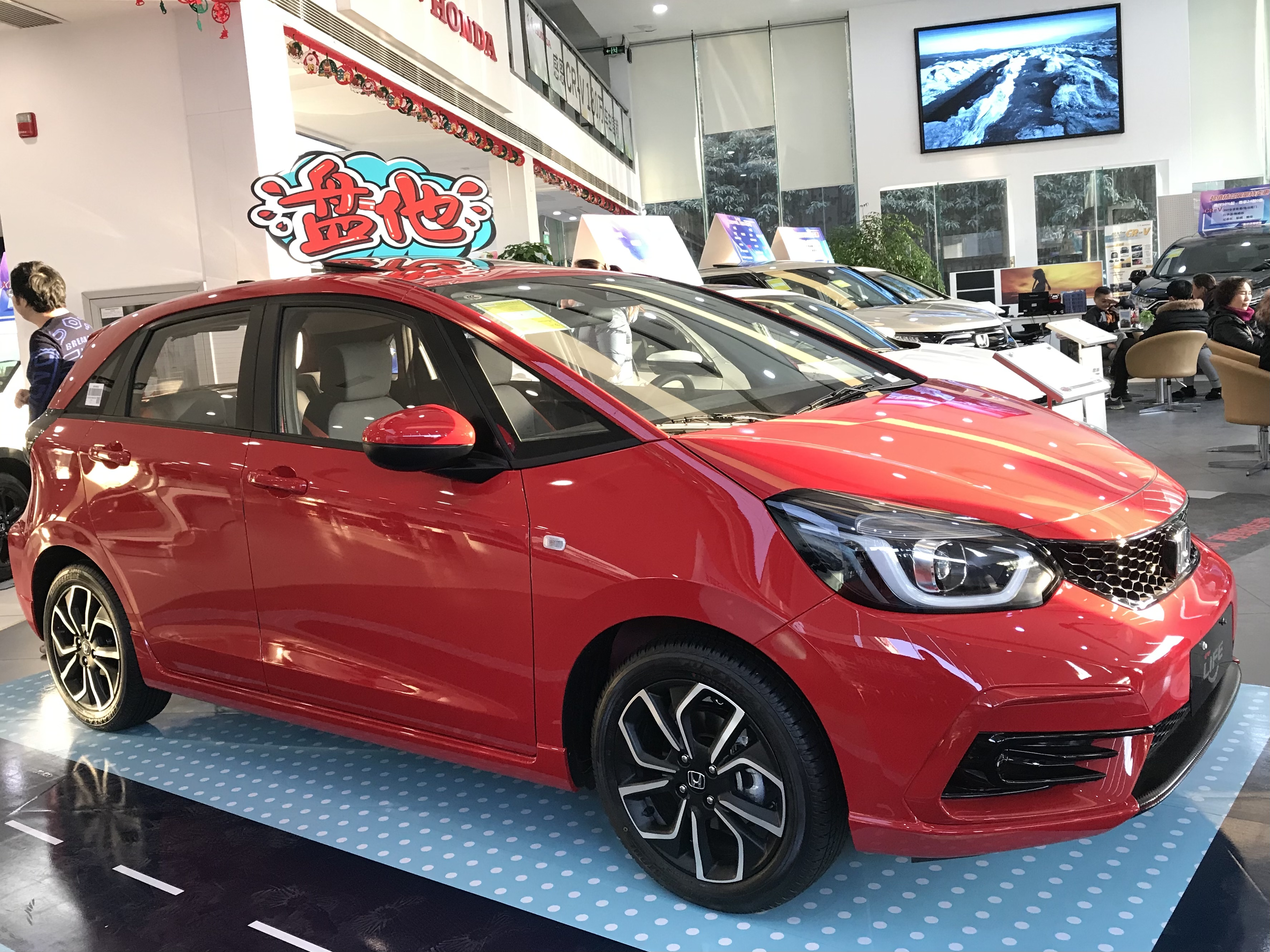
スポーツ（フロント）
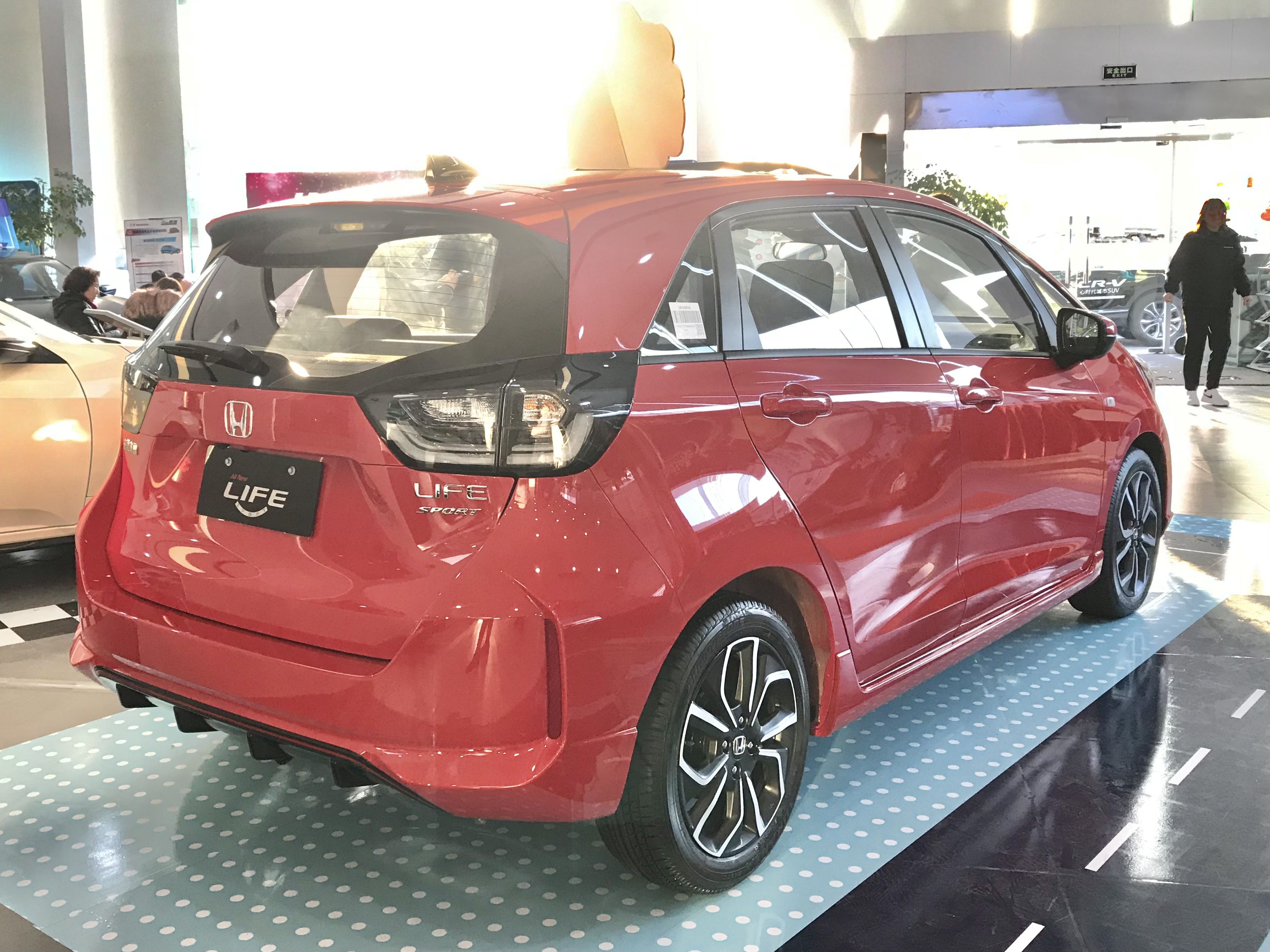
スポーツ（リア）

- 1971年（昭和46年）
  - 6月1日 - NIII 360の後継車として登場。新設計の直列2気筒エンジンを搭載し、それまでのホンダの軽自動車と比べ、ファミリーカーとして快適性を向上させていた。また、ホンダ軽自動車初の4ドアの採用でもあった[2]。
  - 9月6日 - ライトバンモデルを追加。
  - 10月25日 - 3ドアハッチバックタイプの「ワゴン」を追加。
- 1972年（昭和47年）
  - 5月1日 - ツインキャブ仕様エンジンを搭載した「ツーリング」を追加。
  - 9月20日 - ライフステップバンを発売し、現在の軽トールワゴンと同様のパッケージングを具現化した。
- 1973年（昭和48年）8月21日 - ライフピックアップを発売した。
- 1974年（昭和49年）10月[3] - 世界的なヒット作となったシビックの生産に注力するため、Z、ライフステップバン、ライフピックアップとともに製造・販売を終了[注釈 2]。これにより、1988年（昭和63年）3月のトゥデイが発売されるまでの13年5か月間、ホンダは軽乗用車の販売を一時休止する。販売終了前月までの新車登録台数は累計35万8,020台[4]。

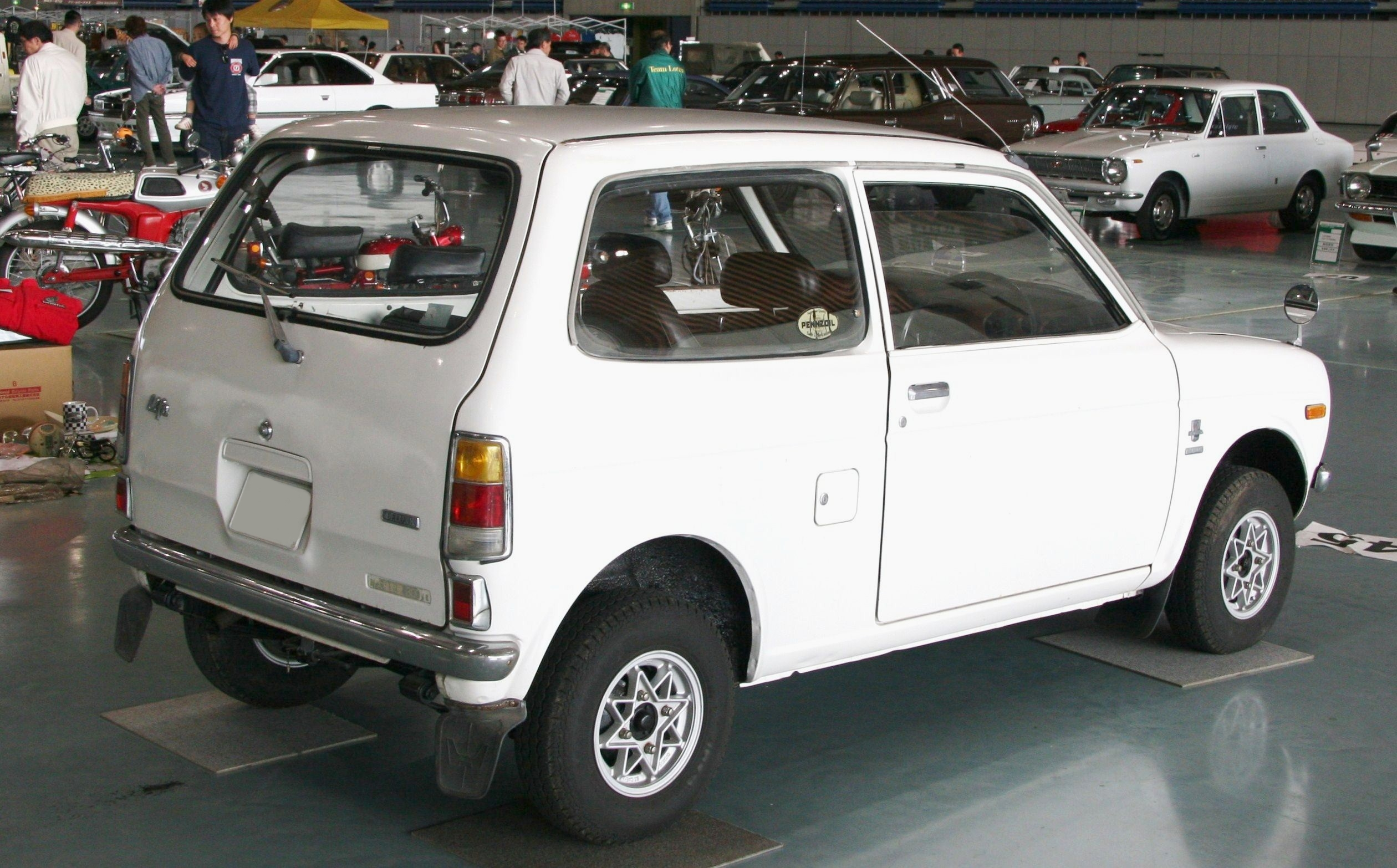
バン（リア）
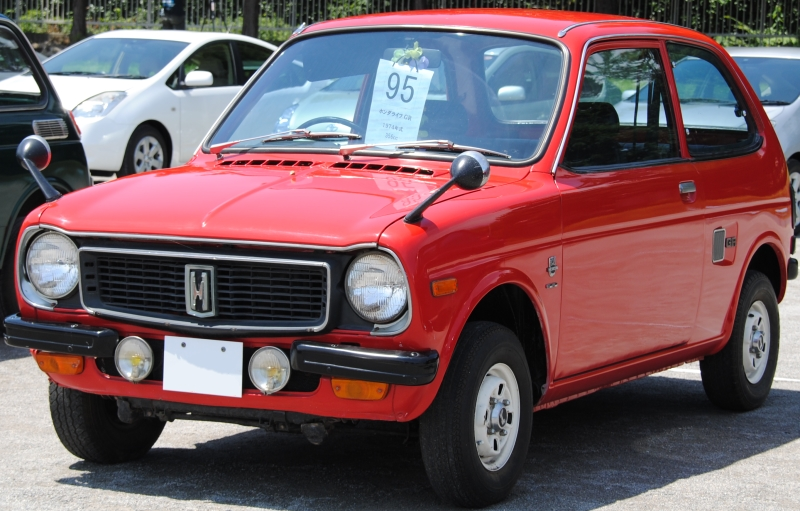
2ドアセダン ツーリング
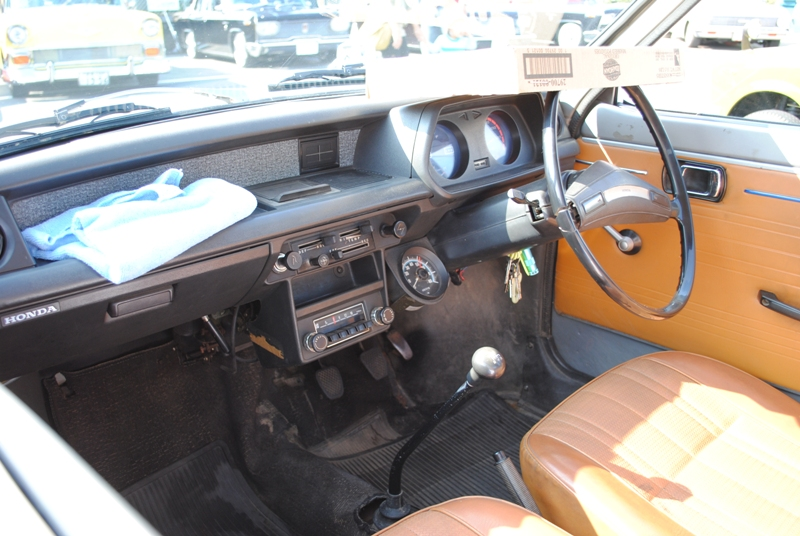
車内

## 2代目 JA4型（1997年 - 1998年）
2代目トゥデイの基本コンポーネントを流用し、それまでの軽ボンネットバンから大きく変わった軽トールワゴンとして登場。パワートレイン、シャシ、内装（インパネ部）などはトゥデイとほぼ同一である。軽自動車法改正の直前に発売された影響もあり、この代は約1年半しか生産されていない。生産台数は35万8,020台。
エンジンはE07A型のみで、トランスミッションは5速MTと、トゥデイのギア比を見直した3速ATが組み合わせられた。
装備も充実が計られ、運転席SRSエアバッグ、熱線吸収UVカットガラス、抗菌ステアリング等が標準装備され、ABSが全車にオプション設定された。グレード体系は「B」・「G」・「T」の3グレード。

### 年表
- 1997年（平成9年）
  - 4月18日 - 「ライフ」の名称を復活させる（発売は4月27日）。
  - 12月15日 - 廉価グレードの「B」をベースに装備を充実させた特別仕様車「スーパーセレクト」を発表（発売は1998年1月4日）。
- 1998年（平成10年）
  - 9月[6] - 生産終了。在庫対応分のみの販売となる。
  - 10月 - 新規格に対応した3代目と入れ替わって販売終了。

## 3代目 JB1/2/3/4型（1998年 - 2003年）
「K・ムーバー」シリーズの一つとして登場。同年10月1日の軽自動車規格の改正に伴い、ボディサイズが全長3,395mm、全幅1,475mmに拡大され、衝突安全性能の向上が計られた。合わせて、助手席SRSエアバッグも標準装備化された。
エンジンは車体の大型化に対応し、E07AからE07Zに変更。低回転域のトルクを約20%向上させながらLEV（レブ）仕様となった。トランスミッションも基本的に2代目を踏襲した5速MTと3速ATで、AT車ではコラムシフトが採用された。新たに4WDも全車に設定された。
オーディオスペースが2DINサイズに拡大される前には、オプションでコンソールボックスが用意されていたが、先代は2DINサイズであったものが、このモデルでは1DINサイズに変更された。
「ライキー」というタヌキのようなキャラクターが存在し、カタログ等に登場した。

### 年表
- 1998年（平成10年）10月8日 - フルモデルチェンジを発表（発売は翌10月9日）。
- 1999年（平成11年）12月16日 - 「G」をベースとした特別仕様車「メヌエット」を発売。
- 2000年（平成12年）
  - 5月15日 - 従来の上級グレード「T」に代わり、AM/FMチューナー付CDプレイヤー、オートエアコン、プライバシーガラス（リアドア・テールゲート）、ボディ同色電動リモコンドアミラー・ドアハンドルなどを装備し、快適性能を充実した「L」を追加。
  - 10月19日 - 「G」をベースとした特別仕様車「セレクト」を発売。
  - 12月20日 - ターボエンジンを搭載した派生モデル「ダンク（Dunk）」を追加。

ノンターボ車からの変更点として、メカニズム面ではターボエンジンの搭載、トランスミッションのハイギヤ化、専用スポーツサスペンション、前後スタビライザーの装備（FF車）、大型ベンチレーテッドディスクブレーキの搭載、EBD付きABSの標準装備などが挙げられる。
外装は専用のデザインが与えられ、4灯式マルチリフレクターヘッドライトの装備やテールランプのデザイン変更が行われた[注釈 3]。インテリアはブラックを基調とした配色に変更され、ブラック×シルバーの専用シート、透過式メーターの搭載、タコメーターの標準装備、オーディオスペースの2DIN化、センターパネルのデザイン変更などが行われた。

- 2001年（平成13年）
  - 5月24日 - マイナーチェンジ。フロントデザインや装備を変更し、ヘッドライトは2灯式マルチリフレクターになった。また、、全タイプで「優‐低排出ガス」認定を取得すると共に、燃費性能も向上された。同時に特別仕様車として発売していた「メヌエット」がカタロググレードに加えられた。
  - 11月15日 - 「ダンク」の特別仕様車として「TSスペシャル」「TRスペシャル」を追加。
  - 12月13日 - 「メヌエット」をベースとした特別仕様車「メヌエットDX」を発売。
- 2002年（平成14年）
  - 1月24日 - 「G」をベースとした特別仕様車「トピック」を発売。ボディカラーも専用色を加えた8色が設定された。
  - 8月22日 - 「ライフ」「ダンク」共にマイナーチェンジ。「ライフ」は「メヌエット」「G」は装備変更と価格変更がされたほか、「L」もAM/FMチューナー付MD/CDプレイヤーを装備した。また、ボディカラーは「トピック」の専用色だったものを含む3色を追加し、10色となった。「ダンク」は新グレードの「ディーバ（Diva）」を追加したほか、通常グレードで装備の変更やボディカラーの追加が行われる。
  - 12月5日 - 「G」をベースとした特別仕様車「スーパートピック」を発売。
- 2003年（平成15年）
  - 5月15日 - 「スーパートピック」をベースに装備や新ボディカラーを加えた特別仕様車「スーパートピックCD」を発売。
  - 8月[7] - 生産終了。在庫対応分のみの販売となる。
  - 9月 - 4代目とバトンタッチして販売終了。

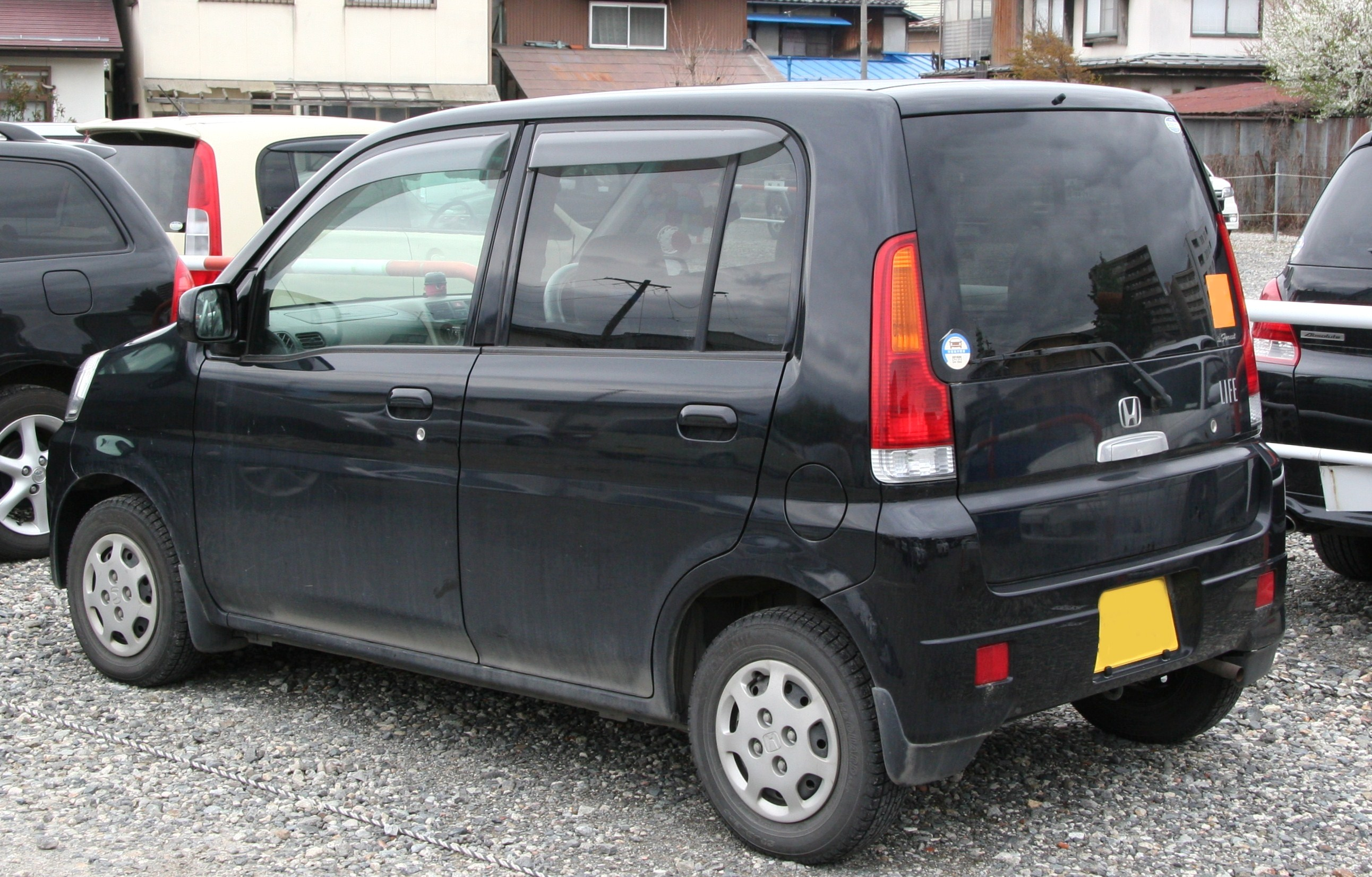
後期型（リア）
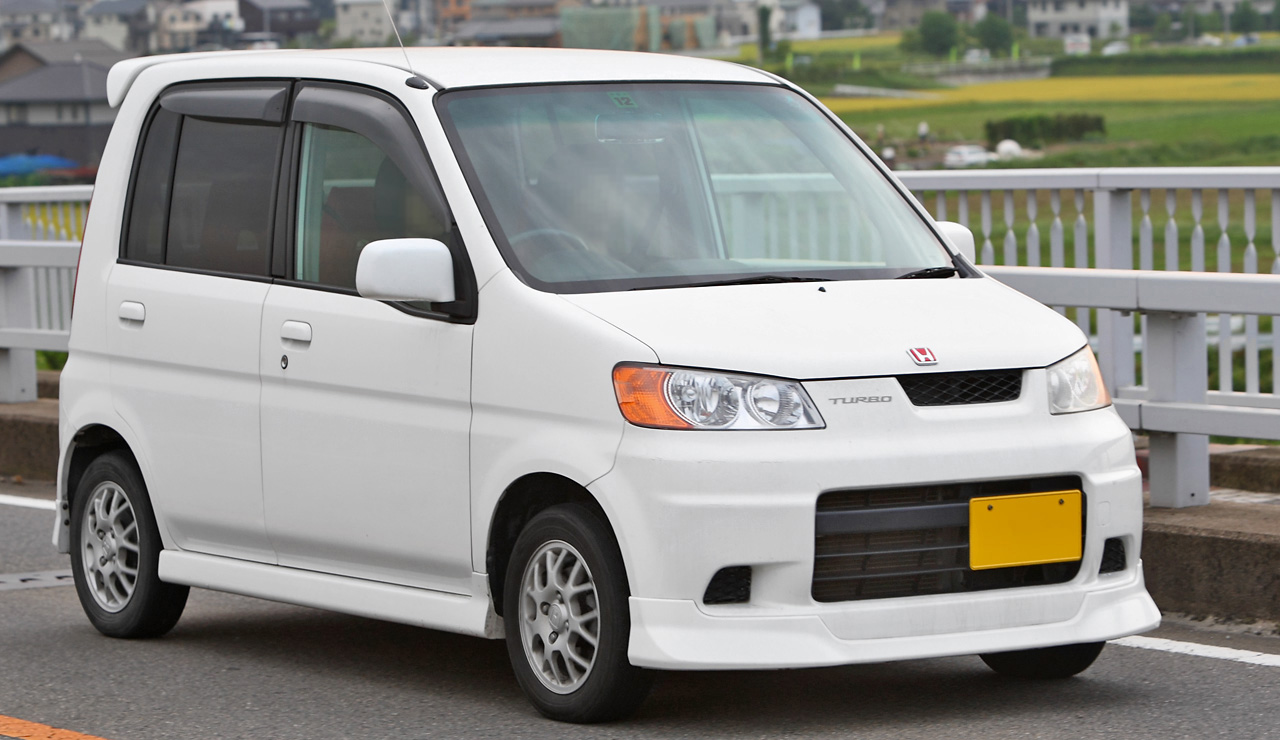
Dunk（2000年12月–2003年9月）
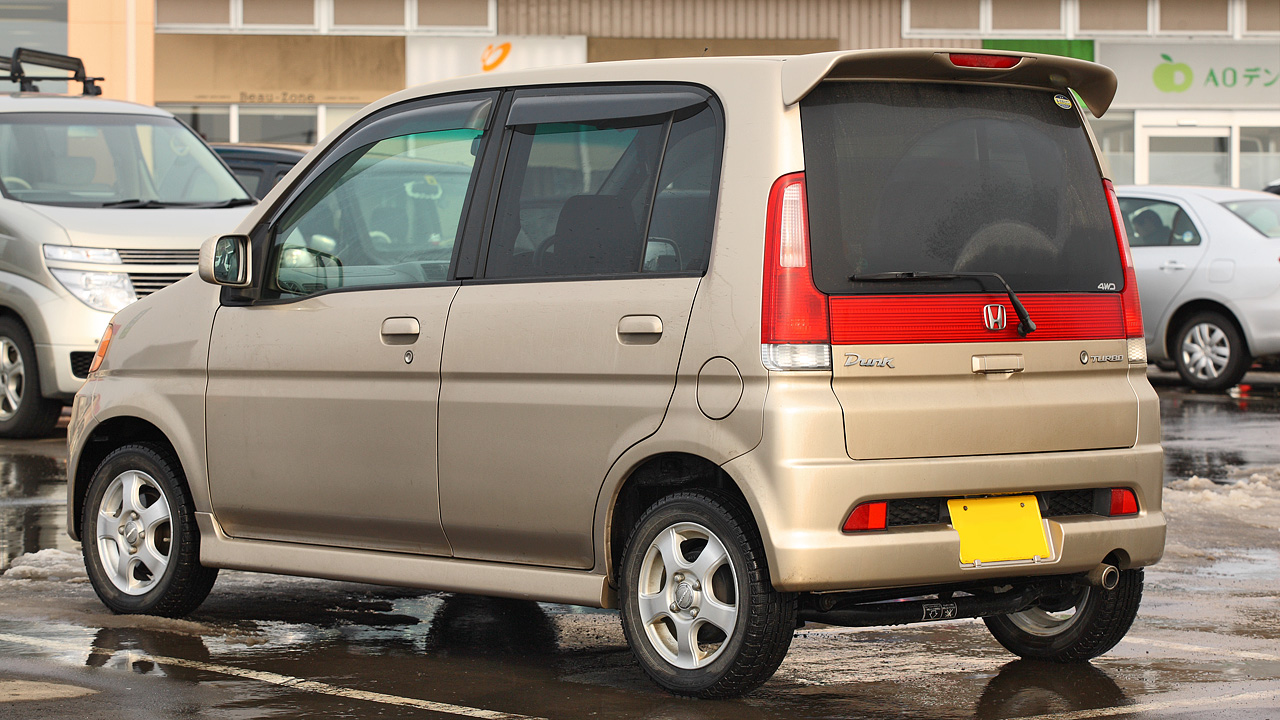
Dunk（リア）
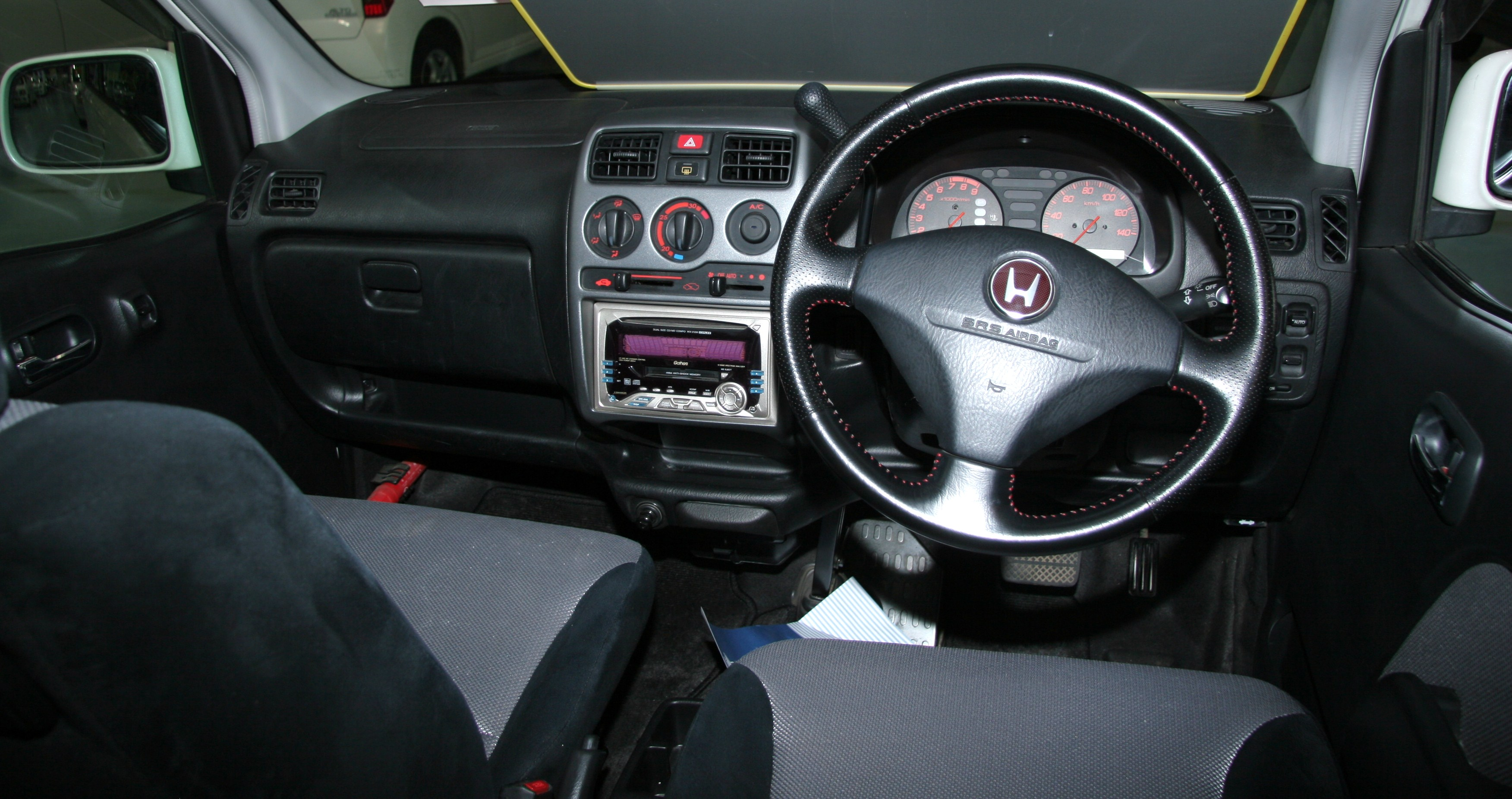
Dunk 室内

## 4代目 JB5/6/7/8型（2003年 - 2008年）
開発コンセプトは「ハートフルテクノロジー」。主に女性をターゲットに開発され、広告展開された。
「Hondaメイドのおいしいデザイン」をテーマとする丸みを帯びたワンモーションフォルムとなり、ボクシーな先代、先々代とは印象の異なるスタイルになった。全高は軽トールワゴンとしては低い1,575mm（4WD車は1,595mm）に抑えられ、先代の途中からオプション設定となっていたルーフレールや手回しのウィンドウ、手動ドアロック、アクセサリーソケットレスといった営業車系のグレードは廃止された。また当初はEBD付ABSも標準装備とされるなど、安全面にも配慮された。
エンジンは新開発のP07A型が搭載され、先代と同じくNAとターボの2種類が設定された。トランスミッションはMTが廃止されてATのみとなり、変速数は3速から4速となった。サスペンション形式はストラット/トーションビームの組み合わせで変わらないが、新たにH形（カップルドビーム）トーションビームを開発。先代までのアクスルビーム式トーションビームとの比較で剛性を高めている。
価格面よりも走りやインテリアなどの質感が重視された。どの方向からでも握りやすく、アイスクリームのスプーン等をイメージしたと言われる丸型のドアハンドルを装備し、ボディカラーもアイスクリームをイメージした「バニラクレム」「マッチャクレム」「カラメルクレム」が新開発された。先代のコラムシフトに代わり、全グレードに当時の軽自動車ではまだ珍しかったインパネシフトが採用された。
スピードメーターの横に設置された多機能表示ディスプレイには「今日はこどもの日」「今日は七夕」といった祝祭日のほか、大晦日には「今年もお世話になりました」、元旦には「A Happy New Year!!」など、その時々に合わせたメッセージとドット絵を表示する機能が搭載されている。また「納車記念日」「結婚記念日」「誕生日」等の記念日や、運転免許・任意保険の更新、車検時期が近づいた際にも、オーナーに合わせた情報が表示される。
主に若い女性層をターゲットに想定していたが、走行性などにおいては重厚感を打ち出しており、現在でも評価が高い。オートカー・ジャパンの軽自動車対決テストでは2位となった。
発表時のグレード体系は「C」・「F」・「D」及び各グレードのターボ仕様（「Cターボ」・「Fターボ」・「Dターボ」）の6グレードで、3代目で設定されていたターボエンジン搭載の派生モデル「ダンク」はライフのターボ仕様に吸収される形で廃止された。
2004年12月に発売された、ダンクの後継にあたるスポーティ版特別仕様車「ディーバ」が人気を博したため、のちの一部改良を期にカタロググレードに昇格され、専用デザインのバンパーが与えられた。同時に、「Dターボ」は「ディーバ」のターボ仕様に、2006年9月のマイナーチェンジ時に「D」は「ディーバ」の自然吸気エンジン仕様にそれぞれ統合された。

### 年表
- 2003年（平成15年）9月4日 - フルモデルチェンジを発表（NA車の発売は9月5日、ターボ車の発売は10月6日）。月間目標販売台数は15,000台。
- 2004年（平成16年）
  - 1月20日 - 「第19回カーセンサー Uカー・オブ・ザ・イヤー」軽自動車部門特別賞を受賞[9]。
  - 4月22日 - 「F」「Fターボ」をベースとした特別仕様車「F・エアロプレミアム」を発売。
  - 10月14日 - 一部改良。「F」はインテリアカラーにグレーを追加し、「D」で採用していたフロントベンチシートも合わせて設定された。「D」は新たにフルオートエアコンを標準装備した。また、同年4月に発売された特別仕様車「F・エアロプレミアム」は従来標準装備していたディスチャージヘッドライトとAM/FMチューナー付MD/CDプレーヤーをメーカーオプションに変更したことで価格を8万円値下げした。ボディカラーはブルー系とパールホワイト系で入れ替えを行った。燃費性能が向上したため、「Cターボ」・「Fターボ」のFF車も「平成22年度燃費基準+5%」を達成した。
  - 12月24日 - 「F」・「Fターボ」をベースに、エアロパーツ、スモークタイプのリアコンビランプ、専用色の14インチアルミホイール、ハーフシェイド・フロントウィンドウ、マイクロアンテナを装備しつつ、オーディオレス仕様とした特別仕様車「ディーバ（DIVA）」を発売した。なお、「ディーバ」の名は、3代目の派生車「ライフダンク」のマイナーチェンジに伴う追加以来の復活となり、「ライフ」としては初めて設定される。ボディカラーには専用色を設定した。
- 2005年（平成17年）
  - 2月3日 - 「C」をベースに、プライバシーガラスを装備し、オーディオレス仕様とした特別仕様車「C・スタイル」を発表した（発売は翌2月4日）。同時に「F・エアロプレミアム」を廃止。
  - 4月 - 仕様変更。ボディカラーの一部を廃止し12色から10色の展開となった。
  - 8月25日 - 「F」をベースに、13インチアルミホイールを装備し、オーディオレス仕様とした特別仕様車「F・スタイル」を発売した。
  - 10月21日 - 一部改良を行った。

2004年12月に発売した特別仕様車「ディーバ（DIVA）」が好評を得たため、カタロググレードに昇格した。新たに専用フロントグリル、スモークドメッキ・ヘッドライトガーニッシュ、専用色14インチアルミホイールなどを採用した。
既存グレードのターボ車を「Fターボ」に絞り、グレード構成を見直した。また、全グレードにサイドターンランプ、ハイマウント・ストップランプ、レベリング機構付ヘッドライトを標準装備し、「C」を除く全グレードにメカニカルキー内蔵の「Hondaスマートキーシステム」をメーカーオプションに追加した。また、FF車は全グレード「平成17年基準排出ガス75%低減レベル（☆☆☆☆）」認定を取得した。
ボディカラーは先代にも設定されていた「トルマリンブルー・メタリック」を含めた3色と、「ディーバ」専用色として2色を追加した。
同時に「F」をベースに、エアクリーンフィルターつきフルオートエアコン、ハーフシェイド・フロントウィンドゥ、キーレスエントリー一体型キーを装備した特別仕様車「ハッピーエディション」を設定した。
- 2006年（平成18年）9月28日 - マイナーチェンジを行った。

新たにバック駐車時にステアリング操作を支援する「Hondaスマートパーキングアシスト・システム（音声案内のみの簡易タイプ）」を「ハッピーエディション」・「Fターボ」・「ディーバ」・「ディーバターボ」の各FF車にメーカーオプション設定した。また、「F」と「ディーバ」にはセキュリティアラーム、アレルフリー高性能脱臭フィルター、キーレスエントリー一体型キー2本を新たに標準装備した。
エクステリアはフロントバンパー、ヘッドライト、リアコンビランプ、ドアハンドルなどのデザインを一新した。「ディーバ」はエアロフォルムバンパーのデザインを変更し、ドアミラーウィンカーを採用した。「ディーバターボ」にはさらにフロントフォグライトも装備された。同時に「D」は「ディーバ」に統合される形で廃止された。
なお、前期型では中央にあったフロントのナンバープレートの位置が右にオフセットされた。また「LIFE」のロゴ表記は4代目で「LiFE」とされたが、今回の改良で2代目以来となる「Life」に変更され、リアのエンブレム位置も前期型の右側から左側に移動した。「ディーバ」は「Life」ではなく「Diva」のエンブレムのみが装着された。
同時に、2005年10月発売の特別仕様車「ハッピーエディション」はベース車の仕様変更に伴い、特別装備品をフルオートエアコンとハーフシェイド・フロントウィンドウに変更した。さらに、「C」をベースに、EBD付ABS+ブレーキアシストとウォッシャー付リアワイパー（FF車のみ）を非搭載にし、ブラック テールゲートガーニッシュ（FF車のみ）を装備した特別仕様車「トピック」を発表した（発売は10月5日）。
- 2007年（平成19年）
  - 6月7日 - 「DIVA」をベースに、フルオートエアコンとフロントフォグライトを装備した特別仕様車「スペシャル」と「C」をベースに、EBD付ABS+ブレーキアシスト、プライバシーガラスを省く代わりに、マルチアングルアウタードアハンドル（カラード）を装備した特別仕様車「スーパートピック」を発売した。
  - 11月8日 - 「F」をベースに、Hondaスマートキーシステム、フルオートエアコン、AM/FMチューナー付CDプレーヤー、ハーフシェイド・フロントウィンドウ、ドアミラーウインカーを装備した特別仕様車「ハッピースペシャル」を発売した。
  - 12月20日 - 「C」をベースにした特別仕様車「コンフォートスペシャル」、「ファインスペシャル」を発売した。両者共、AM/FMチューナー付CDプレーヤー、マルチアングルアウタードアハンドル（カラード）、アレルフリー高性能脱臭フィルターを装備するが、前者はフルオートエアコンと電動格納式リモコンカラードドアミラーも装備した充実仕様で、後者はEBD付ABS+ブレーキアシストを省いた仕様である。
- 2008年（平成20年）
  - 10月[10] - 生産終了。在庫対応分のみの販売となる。
  - 11月 - 5代目にバトンタッチして販売終了。

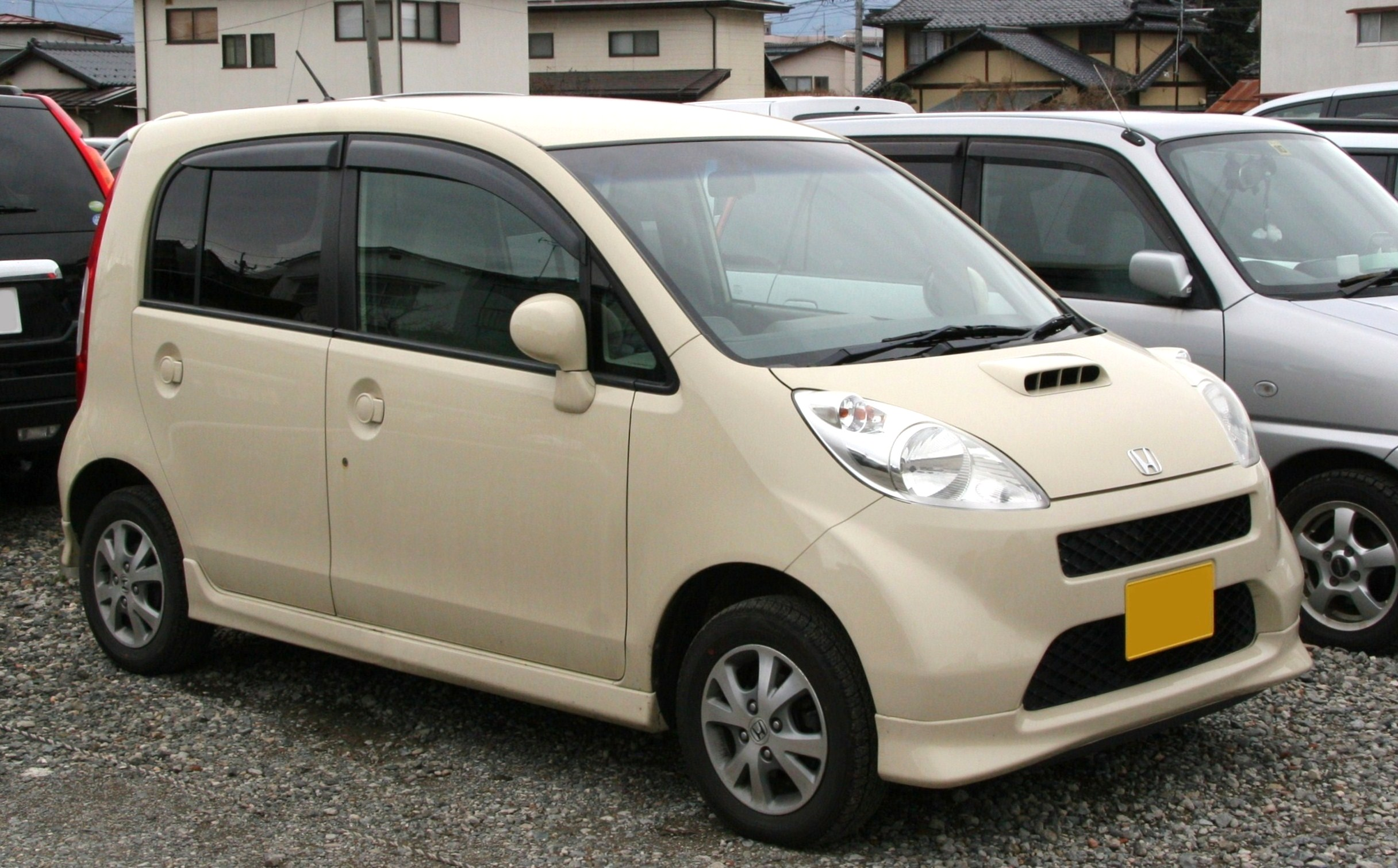
前期型（ターボ車）
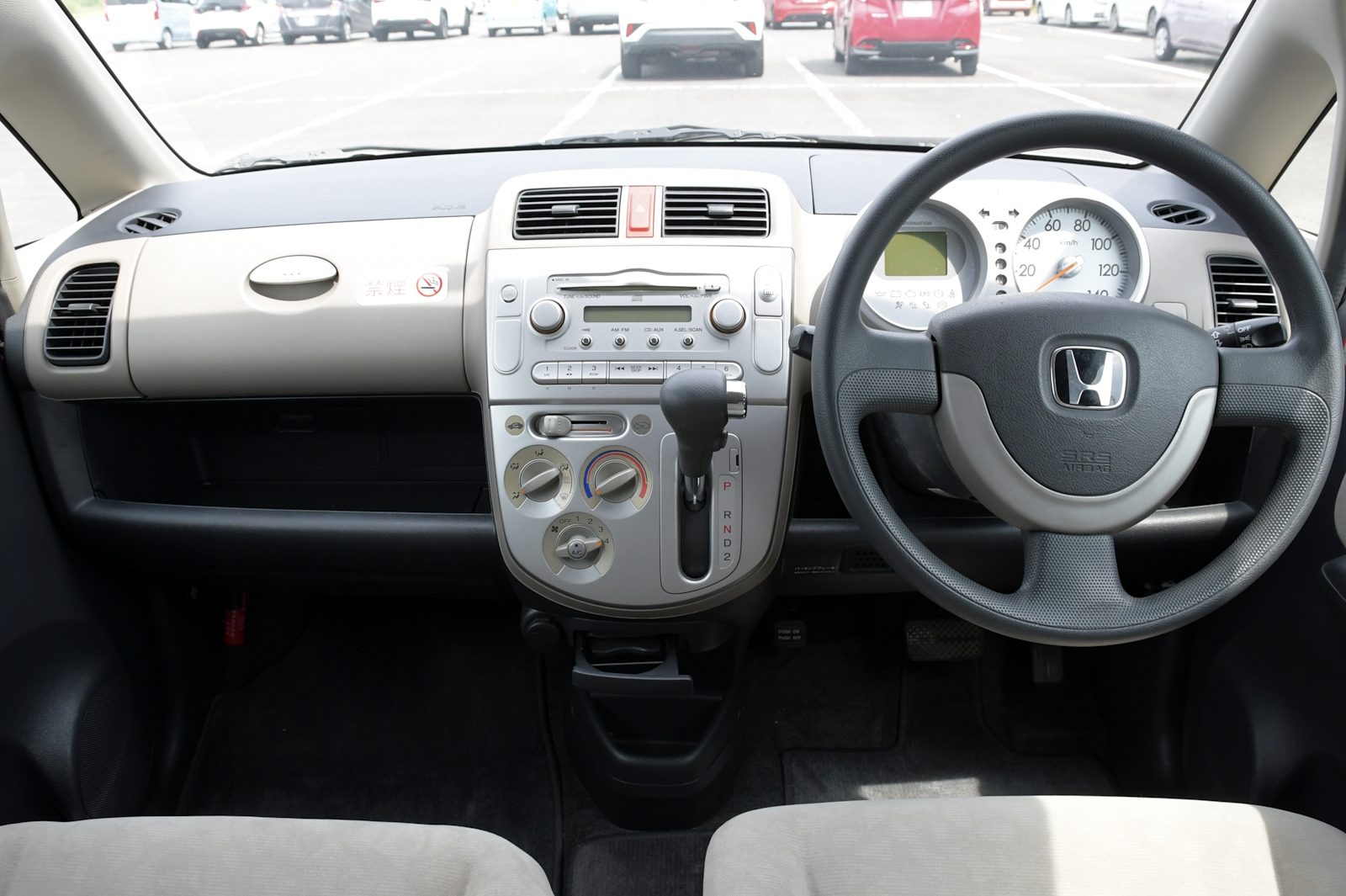
前期型室内
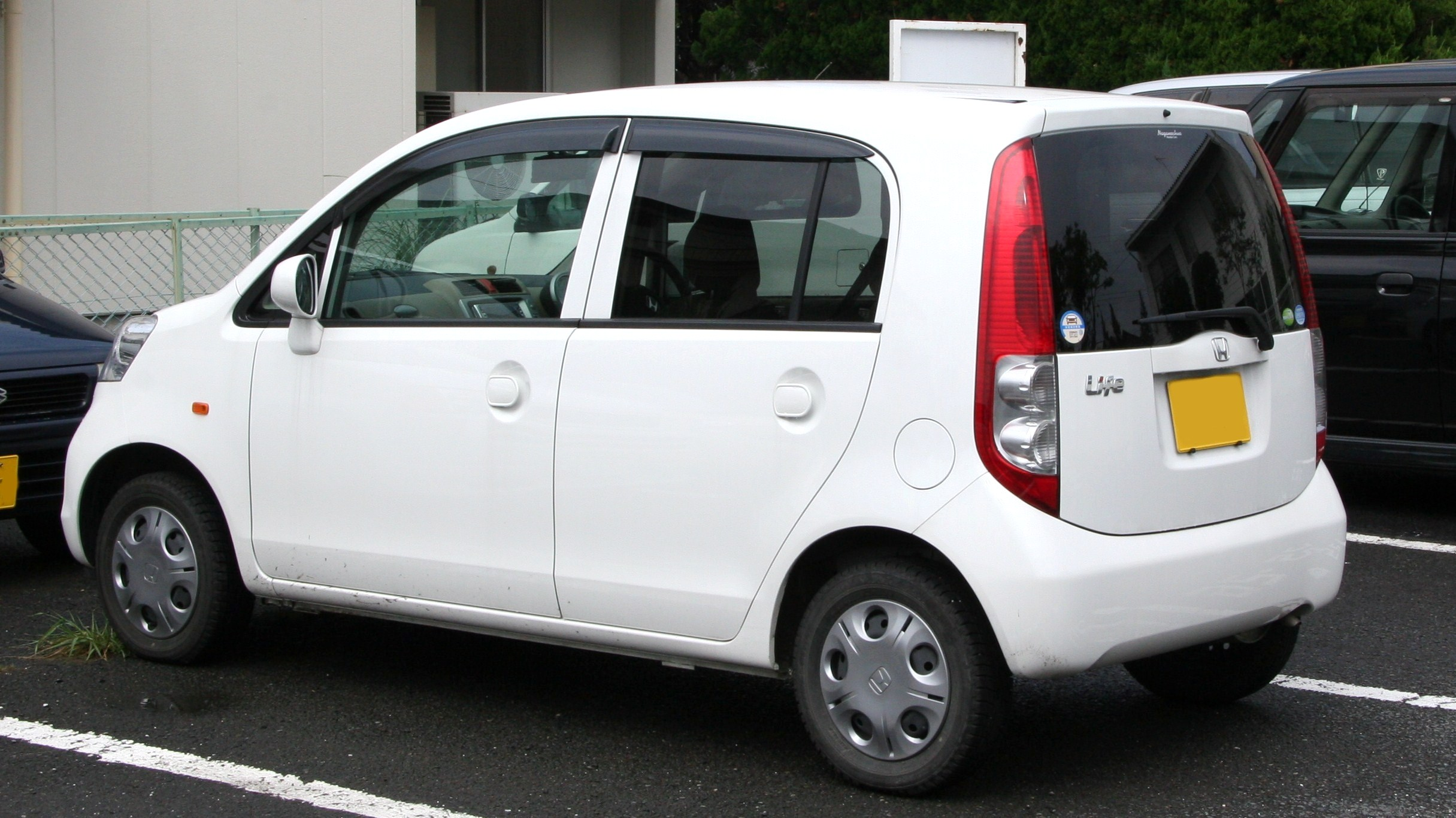
後期型リア
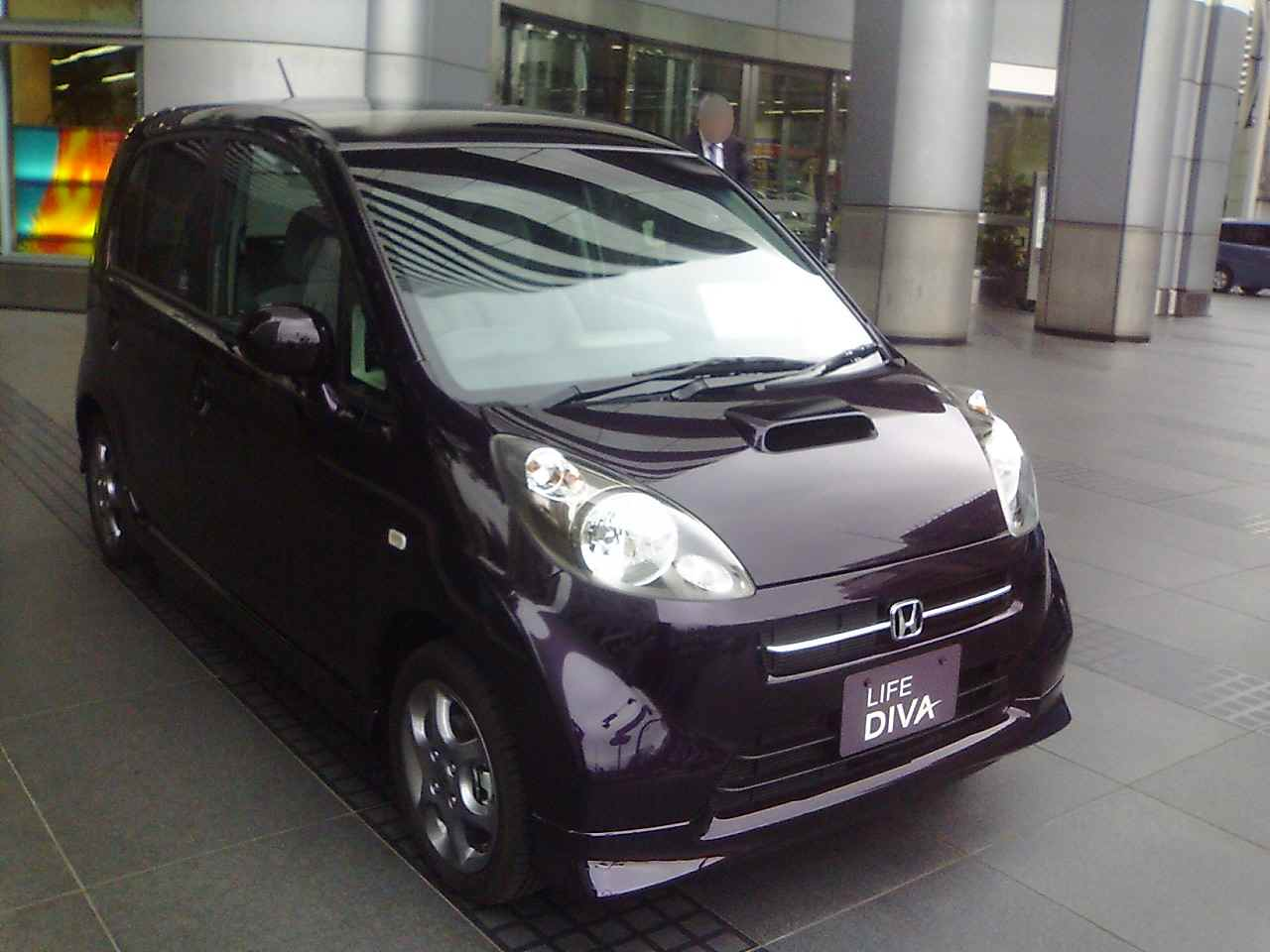
DIVA中期型（2005年10月 - 2006年9月）
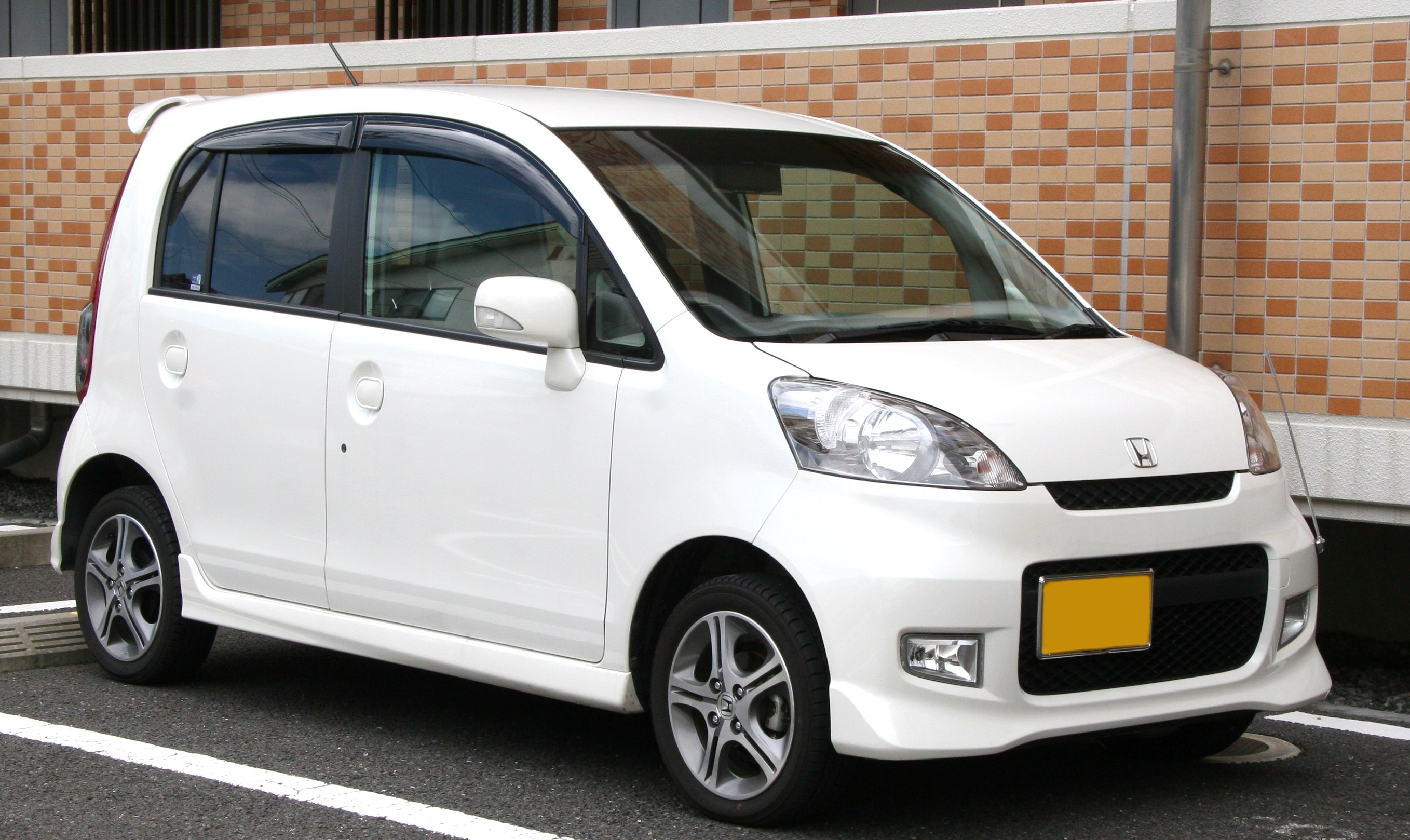
DIVA後期型（2006年9月 - 2008年11月）
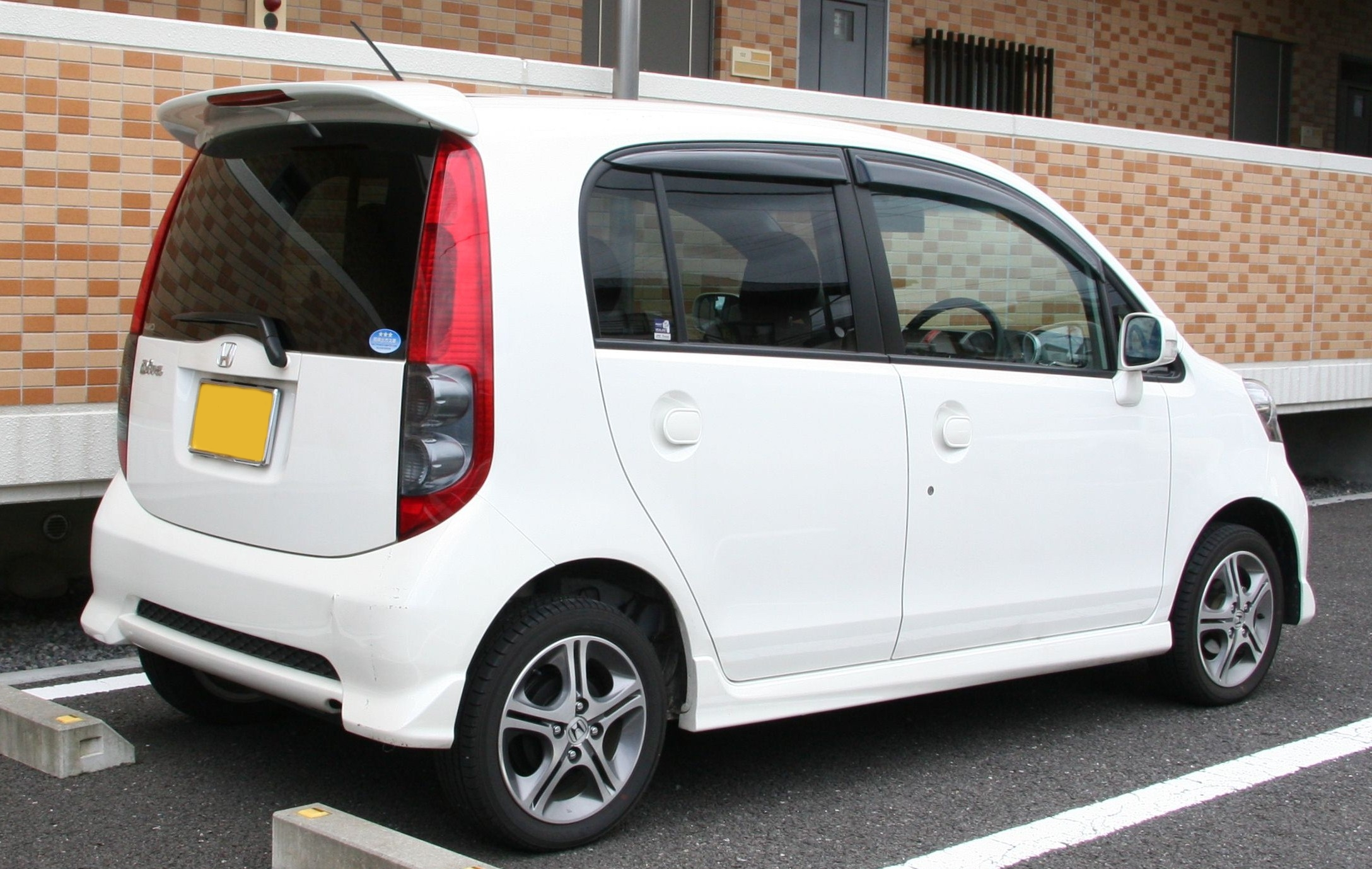
DIVA後期型リア
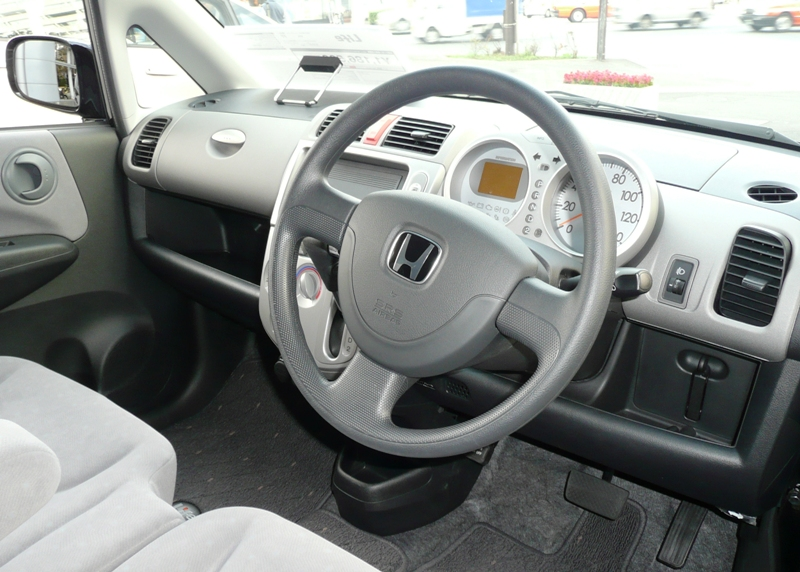
DIVA後期型室内

## 5代目 JC1/2型（2008年 - 2014年）
2008年（平成20年）9月18日に、広報発表において、エアバッグの容量を連続変化や、排気制御により、高い保護性能と低衝撃性を両立した運転席用「i-SRSエアバッグシステム」（連続容量変化タイプ）を5代目ライフから搭載することが発表された。10月からティザー広告が始まり、従来のカジュアルバージョン（事実上の標準グレード）の「G」、スポーティーグレードの「DIVA」に加え、ファッション性を高めた新グレード「PASTEL（パステル）」が加わった。
5代目では「デイリー・スマイル・テクノロジー」のコンセプトの元、特に運転のしやすさに配慮されている。細いフロントピラーやサッシュ一体型の大型三角窓、フロントワイパー位置の見直し、アイポイントとウエストラインの最適化、リアクォーターウィンドウの採用（6ライト化）、テールゲートウィンドウの大型化、後席シートバック形状の見直し、埋め込み式ヘッドレストの採用、など、前方・側方・後方すべてにおいて視界と見切りを改善している。
車両寸法は全長・全幅は相変わらず軽自動車枠一杯であるが、全高は1,610mm（FFモデル：先代比+35mm）と高めに設定されており、室内容積の拡大に貢献している。プラットフォームを一新することにより、先代比で約40kgの軽量化を実現した。また、ナンバープレートの位置は、先代のテールゲート上から2･3代目と同様、リアバンパー上に戻された。
廉価グレードの「C」を除き、軽自動車で初めてバックモニター付オーディオが標準装備され、これによりHondaスマートパーキングアシスト・システムは音声案内のみの簡易タイプから、前後進ともにハンドル操作のアシストが行なわれるようになった（軽自動車初）。なお、モニター部分はコスト追求の面からPlayStation Portable（PSP-3000用）のものが流用された。

### 年表
- 2008年（平成20年）11月6日 - 5代目へのフルモデルチェンジを発表した（発売は翌11月7日）。
- 2009年（平成21年）
  - 6月4日 - 「PASTEL」、「PASTELターボ」をベースにディスチャージヘッドランプ等を装備した特別仕様車「HIDスペシャル」を発表した（発売は6月11日）。また、「G」や「PASTEL」の専用色を他のグレードへ拡大適応した。
  - 10月1日 - 2009年度グッドデザイン賞受賞[14]。
  - 10月15日 - 一部改良を実施。

NAエンジンのFF車及びターボエンジンの4WD車において燃費性能を向上し、それぞれ「平成22年度燃費基準+15%」、「平成22年度燃費基準」を達成した。電動パワーステアリングの改良を行い、ステアリング性能を向上した。また、「PASTEL」にはハーフシェイド・フロントウィンドウを、「DIVA」にはハーフシェイド・フロントウィンドウ、テールゲートスポイラー、マイクロアンテナを追加装備した。さらに、機能を充実した新グレードとして、「G」にはフルオートエアコン、アレルフリー高性能脱臭フィルター、運転席ハイトアジャスター、チルトステアリングなどを装備した「コンフォートセレクト」を、「DIVA/DIVAターボ」には14インチアルミホイール（「DIVA」のみ、「DIVAターボ」は標準装備）、ディスチャージヘッドライト、合成革巻ステアリングホイールを装備し、バックモニター付オーディオを非装着にした「クールセレクト」を追加した。また、同年12月には「G」と「パステル」にボディカラーが追加された。
- 2010年（平成22年）
  - 5月17日 - 特別仕様車「コンフォートスペシャル」及び「スペシャル」を発売。

「コンフォートスペシャル」は「C」をベースに、EBD付ABS+ブレーキアシスト、高熱線吸収/UVカット機能付プライバシーガラス（リア・リアクォーター・テールゲート）、カラードドアミラー（手動式）&アウタードアハンドル、フルホイールキャップなどを装備した。
「スペシャル」は「DIVA」をベースにバックモニター付オーディオ、Hondaスマートキーシステム、イモビライザー、セキュリティアラーム、ハーフシェイド・フロントウィンドを非装備とした。
  - 11月18日 - マイナーチェンジを実施。助手席リフトアップシート車は12月9日より発売した。

「G」はフロントグリルを刷新し、ヘッドライトはプロジェクタータイプに変更した。内装はシルバー加飾のワイドセンターパネルと常時点灯3眼メーターを採用し、ウォッシャー付リアワイパーとフロントセンターアームレストを標準装備した。また、「Hondaスマートパーキングアシストシステム」も車速設定の見直しにより使いやすさを向上した。
「DIVA」も「G」同様に改良が加えられたが、フロントグリルはクロームメッキ塗装の専用デザインに、プロジェクタータイプに変更したヘッドランプはディスチャージヘッドランプ（ロービーム、オートレベリング機構付）、ワイドセンターパネルはピアノブラック調となり、常時点灯3眼メーターにはブルーイルミネーションが追加され、差別化が図られた。また、ドアミラーウインカーと専用のスポーツシートを標準装備した。合わせて、前期型で装着されていた「Life」ロゴのエンブレムがなくなり、「DIVA」ロゴのエンブレムが右側から左側へ移動した。「DIVA」ロゴのエンブレムのみを装着するのは4代目後期型以来となる。
さらに、全車にリアカメラや照明付きオーディオリモートコントロールスイッチなどを追加装備し、ディーラーオプションのナビゲーションを求めやすい価格で装着できる「ナビ装着用スペシャルパッケージ」も設定された。
なお、今回のマイナーチェンジにより「PASTEL」は廃止、ターボ車は「DIVA・ターボ スマートスタイル」のみとなった。
- 2011年（平成23年）
  - 8月22日 - 特別仕様車「HIDスマートスペシャル」を発売。

「G」をベースに、上級グレード「スマートプラス」の装備品とプロジェクタータイプ ディスチャージヘッドライト（ロービーム、オートレベリング機構付）、カラードフロントグリル、ハーフシェイド・フロントウィンドウを装備した。
  - 11月28日 - 特別仕様車「スマートスペシャル」を発表（発売は12月22日）。

「DIVA」をベースに、14インチアルミホイール、フルオート・エアコンディショナー、Hondaスマートキーシステム等を装備するとともに、シフトノブボタン・エアコンアウトレットノブ・インナードアハンドルにクロームメッキを施した。
- 2012年（平成24年）
  - 1月26日 - 特別仕様車「コンフォートスペシャル」を発売。

「C」をベースに、高熱線吸収/UVカット機能付プライバシーガラス（リアドア・リアクォーター・テールゲート）、フルホイールキャップ、EBD付ABS、バニティミラー付サンバイザー（運転席・助手席）、全面UVカット機能付ガラス、ダークシルバー塗装フロントグリル、カラードドアミラー、カラードアウタードアハンドル、ドアサッシュブラックアウト[注釈 6]を装備した。
  - 6月14日 - 一部改良を実施（発売は翌6月15日）。

各グレードで装備内容の充実が図られており、「C」は高熱線吸収/UVカット機能付プライバシーガラス（リアドア・リアクォーター・テールゲート）、フルホイールキャップ、EBD付ABSなどを、「G」はHondaスマートキーシステム、イモビライザー、セキュリティアラームなどを、「DIVA」は「G」の追加装備内容に加え、フルオート・エアコンディショナー、ブルーイルミネーション照明付フロントドリンクホルダー、14インチアルミホイールなどをそれぞれ標準装備した。
なお、今回の一部改良により、グレード体系を「C」・「G」・「DIVA」・「DIVA・ターボパッケージ」に整理した。
- 2013年（平成25年）10月27日 - N-WGNの発表に伴い、2013年中の製販終了を発表[15]。
- 2014年（平成26年）4月 - 販売終了。ここまでの販売台数は累計28万7608台[16]。事実上の後継車はN-WGN（当面の間はライフも併売されていた）。これにより、ホンダにおける軽トールワゴンはN-BOXを中心とする「Nシリーズ」のみとなり、ライフは1997年に復活してから17年（中断期間を入れて43年）の歴史に幕を閉じた。3代目から5代目の累計生産台数は約173万台[17]。

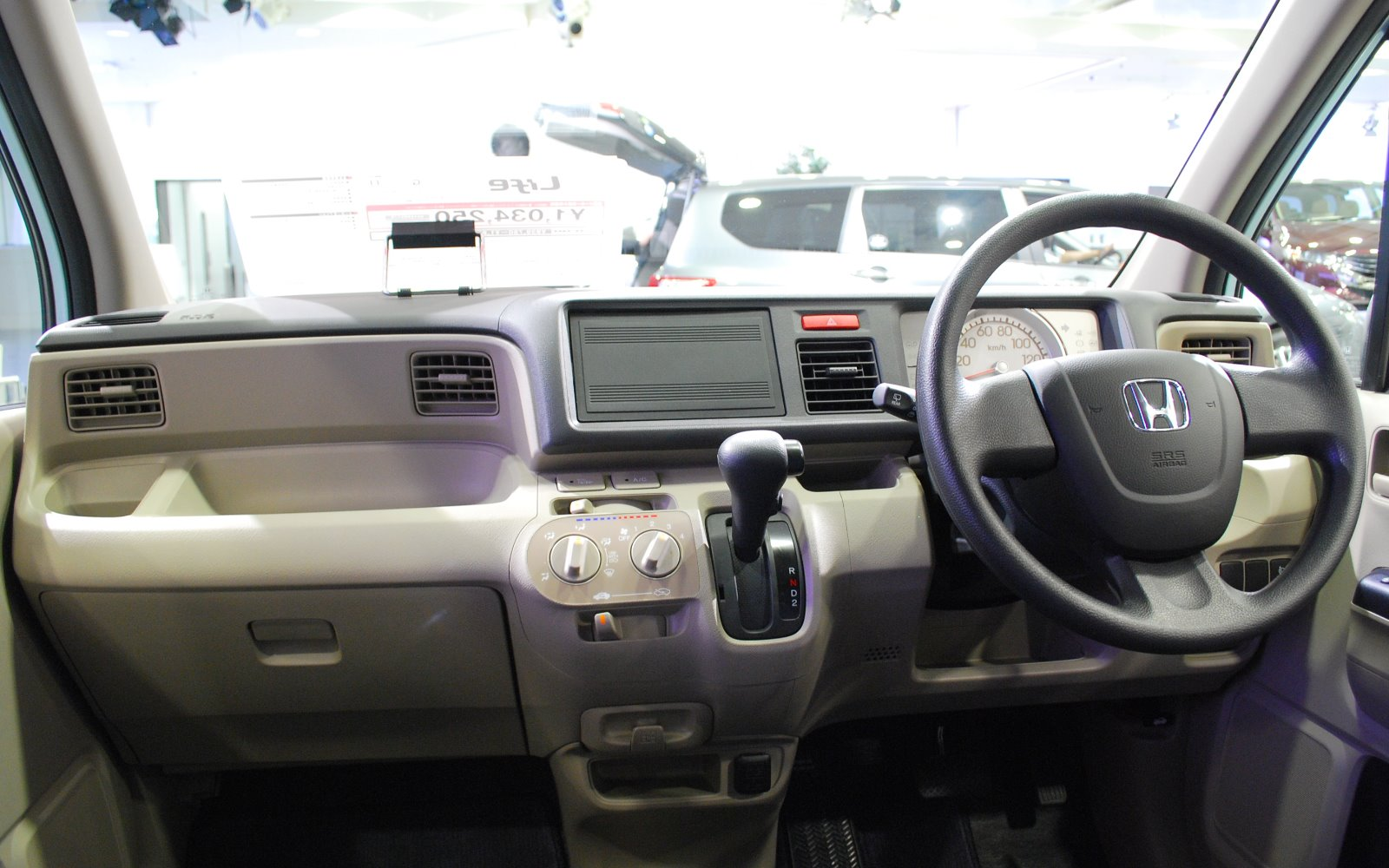
室内（Gタイプ）
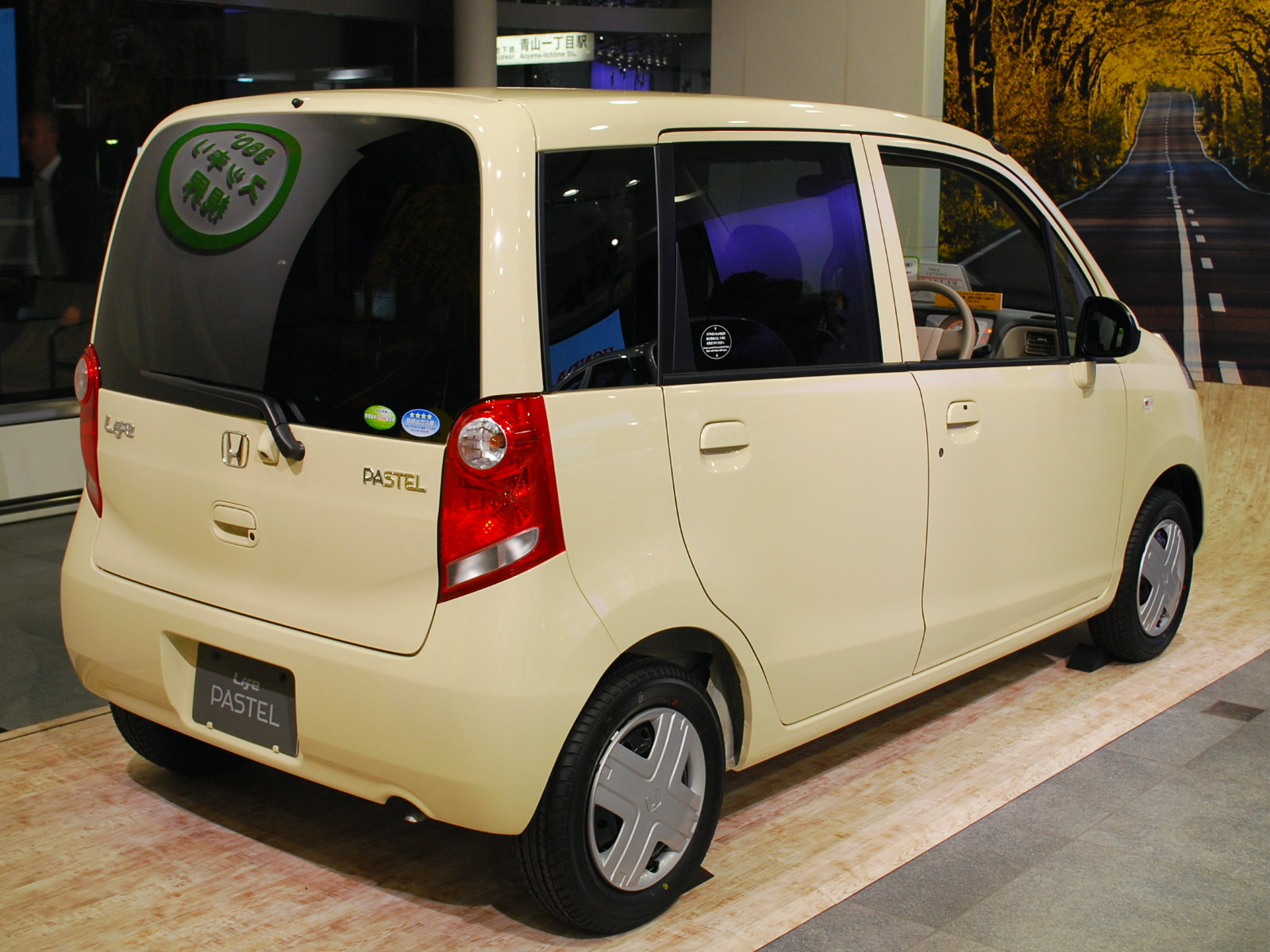
PASTEL リア
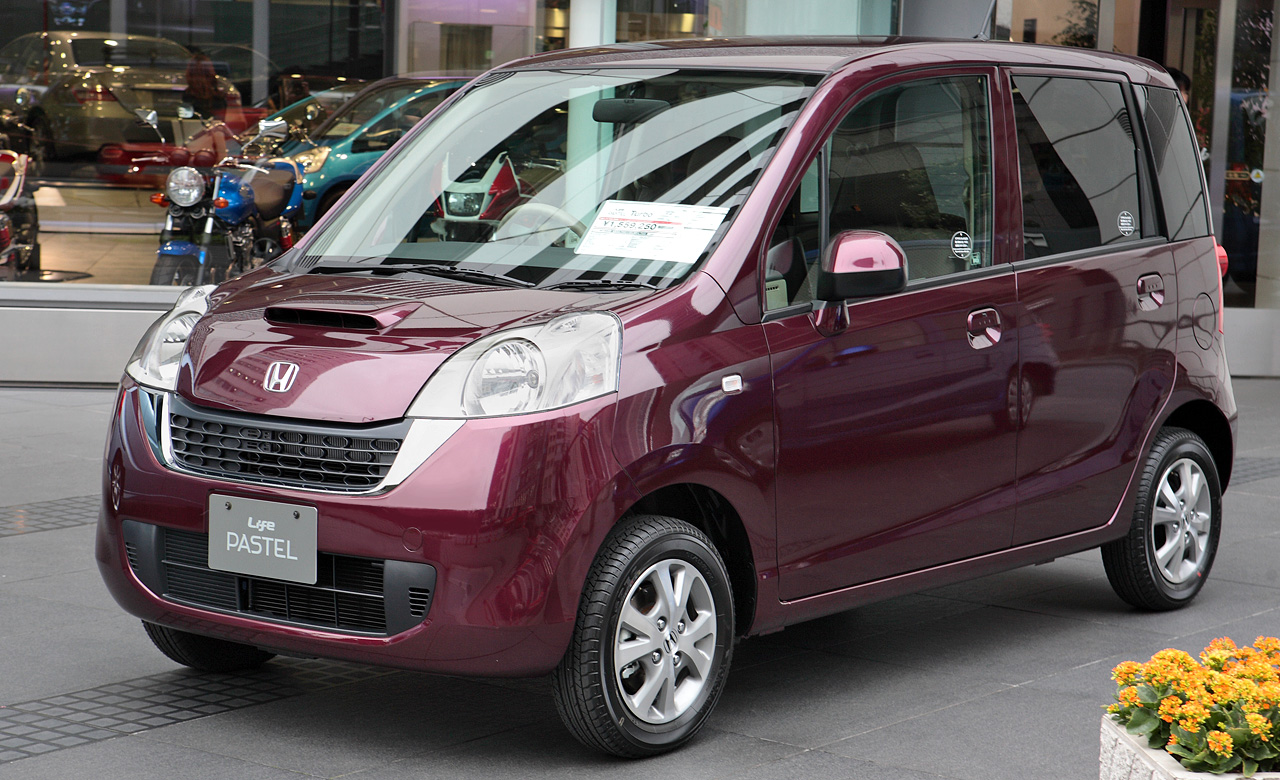
PASTELターボ（2008年11月 - 2010年11月）
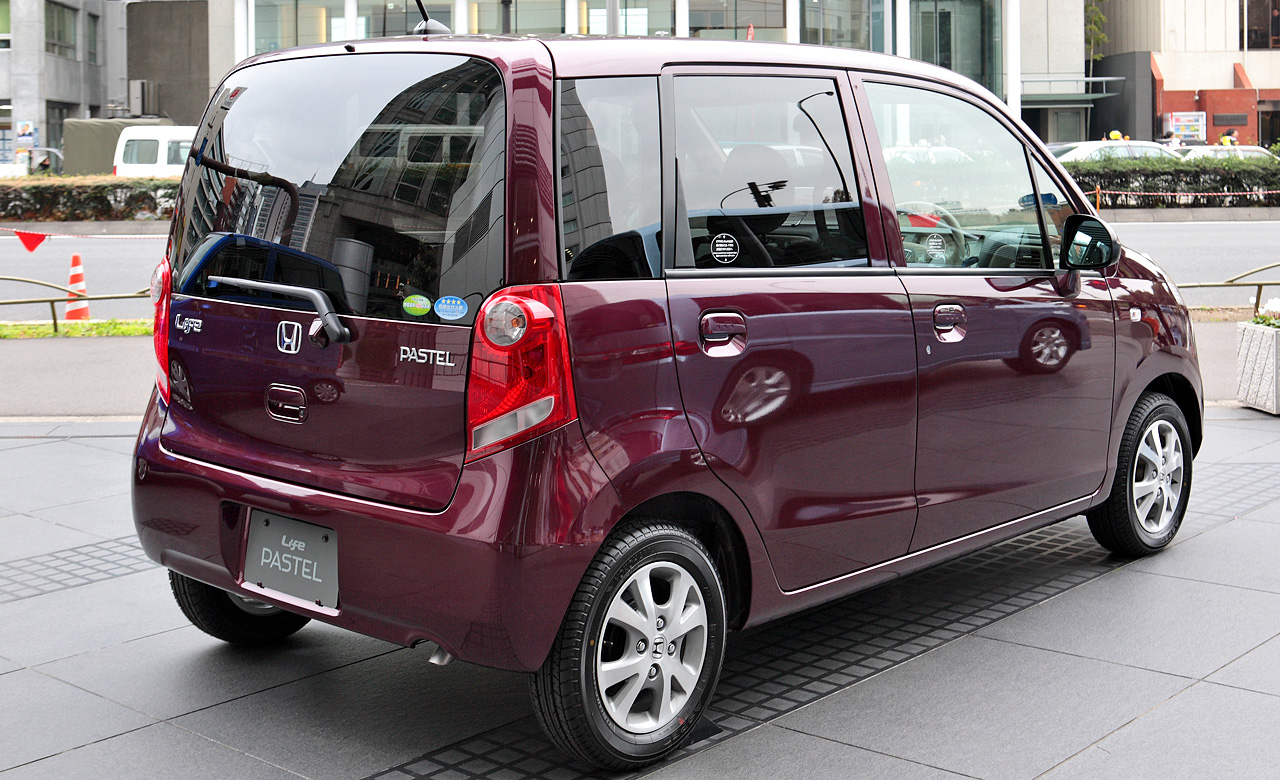
PASTELターボ（リア）
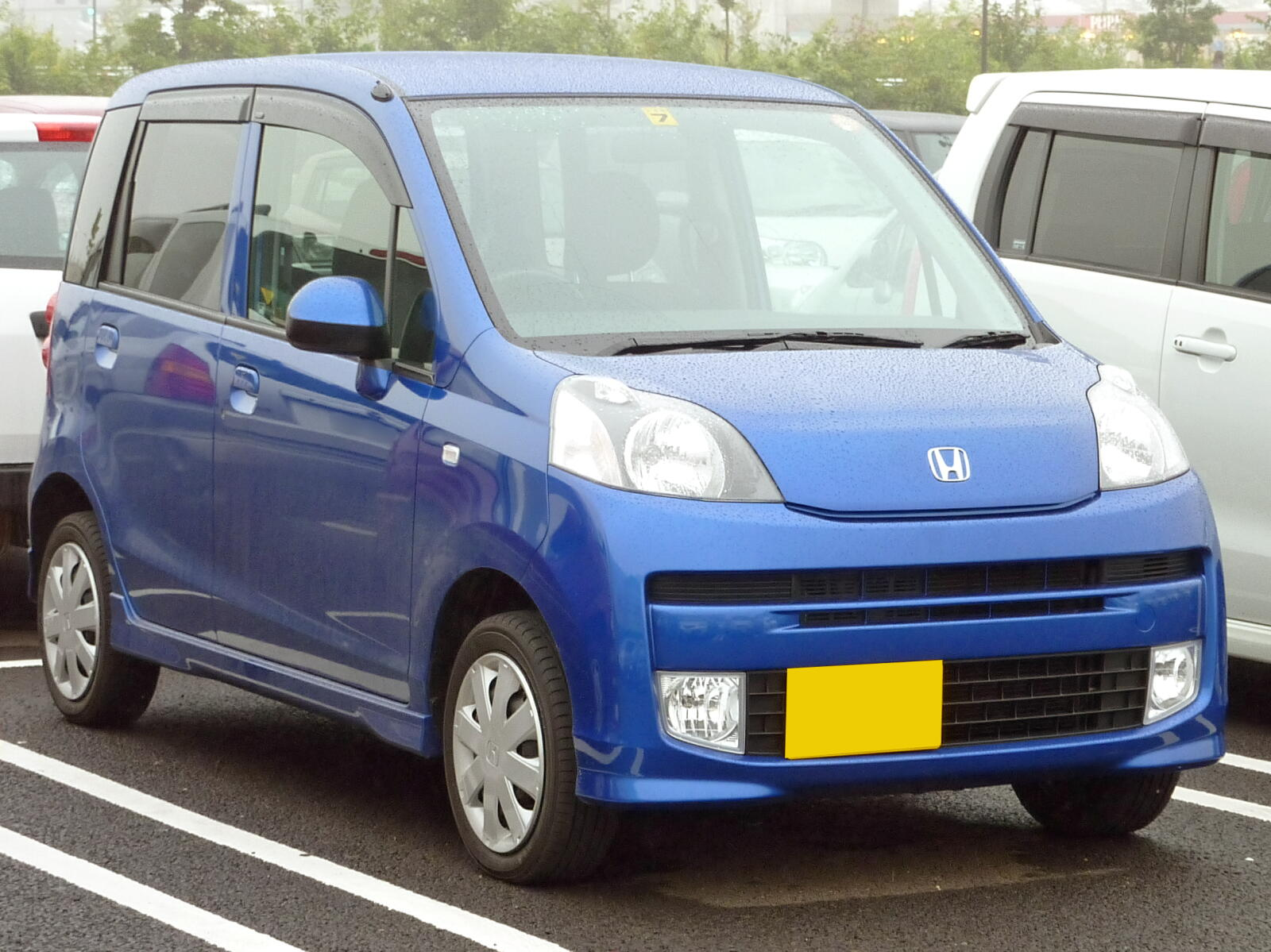
前期型DIVA（2008年11月 - 2010年11月）
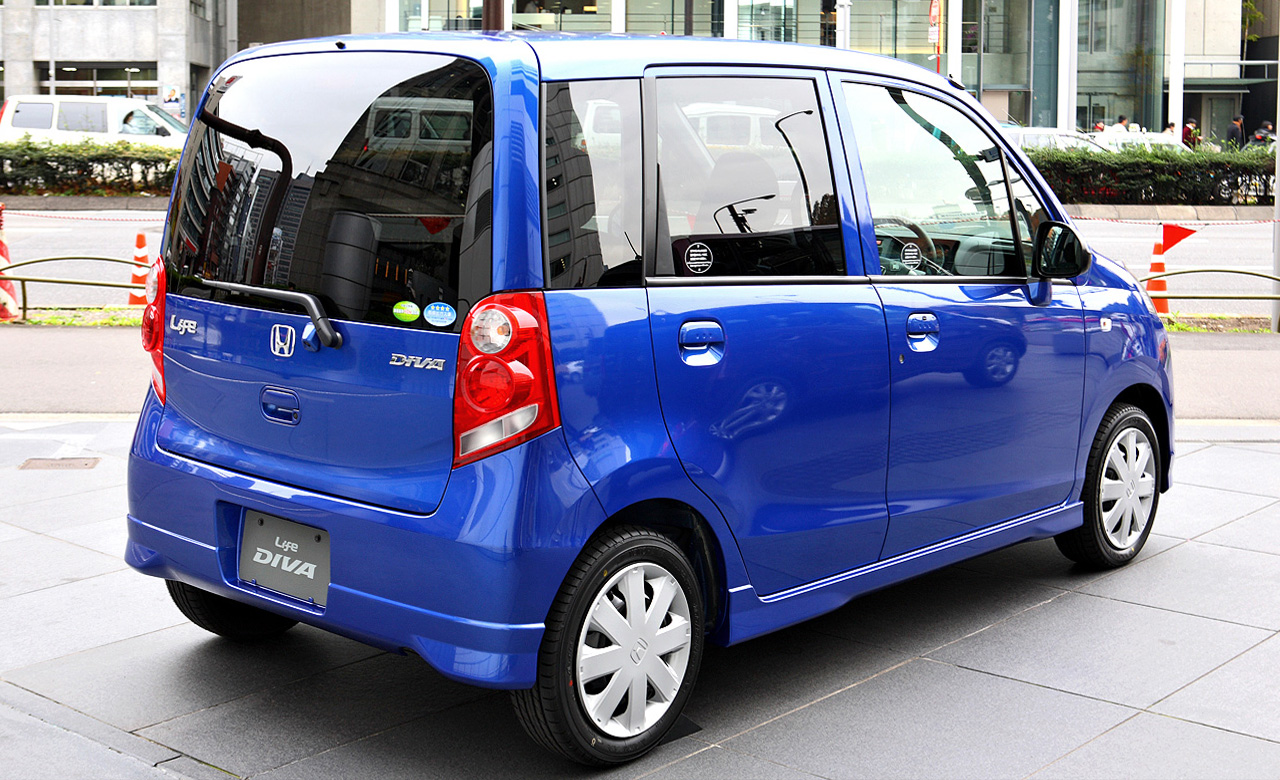
前期型DIVA（リア）
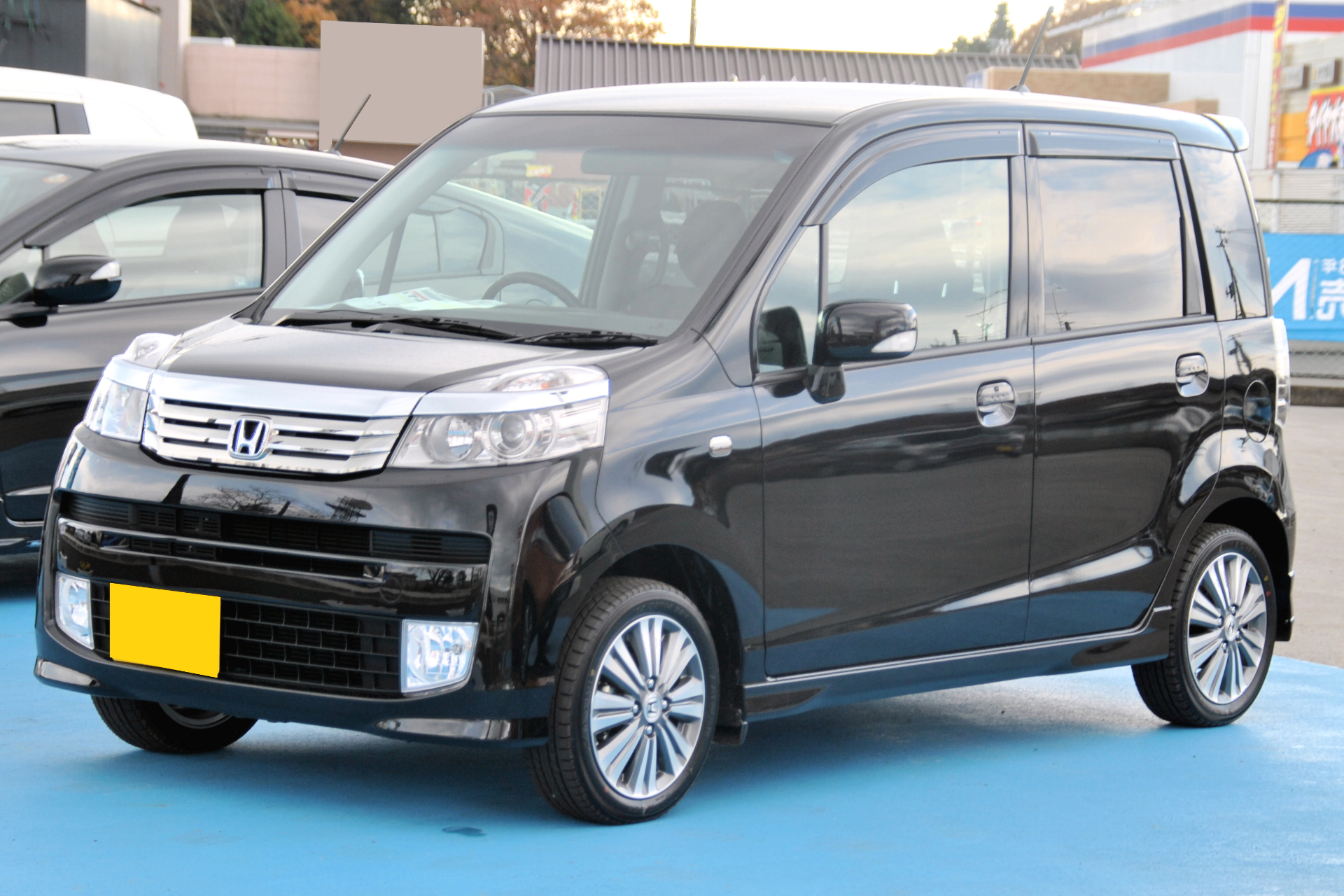
後期型DIVA（2010年11月 - 2014年4月）
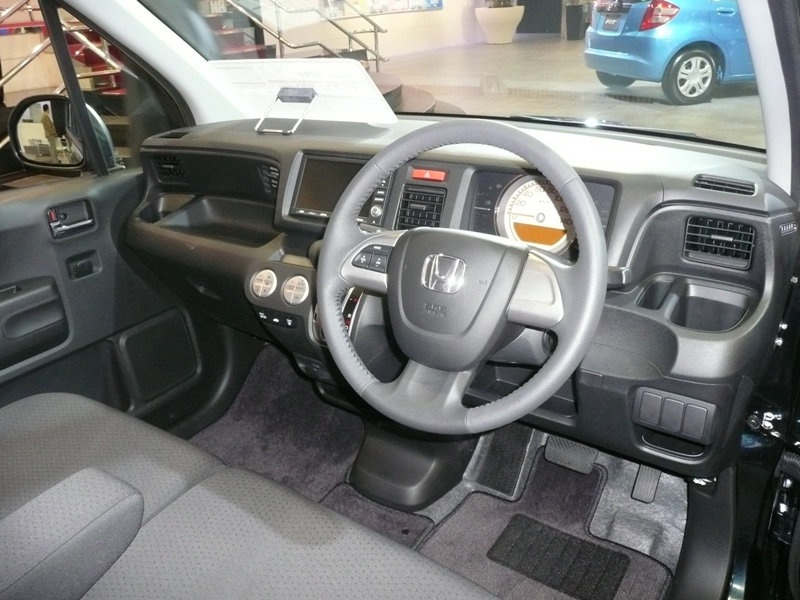
室内（DIVA）

## 6代目 GR1/2/3/4/5/6/7/8/9型（2020年 - ）

### 年表
2020年10月15日
中国の武漢オートショーにて新型「LIFE（来福）」を世界初公開をした。ハイブリッドの設定はない。6年ぶりに車名が復活した。
- スポーツ（フロント）
- スポーツ（リア）

## 車名の由来
- Life：英語で生命、生活を意味する。
- Dunk：英語で『叩き込む』、転じてバスケットボールのダンクシュートの意味。ホンダでは2014年よりスクーターの車名（ホンダ・ダンク）として再使用している。
- DIVA：ラテン語で『女神』の意味。
- PASTEL：画材の一つであるパステルのこと。